# Església de Sant Joan Baptista de Beneixama
L'església de sant Joan Baptista, situada a la plaça de Carles IV (coneguda popularment com "la replaça de l'església"), és l'edifici religiós més important de Beneixama per les seues dimensions i el patrimoni que conserva.
Va ser aixecada el 1841 a proposta de Miquel Payà i Rico, cardenal i confessor de la reina Isabel II, fill de Beneixama. Tota la població de l'època hi va contribuir, tant en diners com en feina de construcció i/o transport de materials constructius.
Té planta basilical i és d'estil neoclàssic. La seua façana principal recau a la plaça de Carles IV. El cos central de l'església consta de tres naus, sent-ne la central la de més amplada. Les dues naus laterals hostatgen diverses capelles dedicades a sants i altres figures de la història de l'església catòlica. La cúpula central de l'església (restaurada de fa pocs anys) obri un espai magnífic de gran bellesa. A les dues bandes de l'altar major hi ha dos quadres de grans dimensions que representen (a manera de tríptics) dues escenes de la vida de sant Joan, obra del pintor local Josep Navarro i Ferrero. A la banda dreta de l'altar hi ha una capella i a l'altre costat la sagristia.
Tota l'església compta amb imatges i patrimoni eclesiàstic èpoques diverses d'interès artístic. Les pintures de la sagristia (sòcols i motllures) són d'una gran bellesa, però els cal una bona restauració. Dalt del cancell de l'església hi ha un espai que antigament ocupava un orgué magnífic (destruït durant la guerra d'Espanya). En l'actualitat hi sol col·locar-se el cor parroquial a les misses solemnes.
L'església té dues torratxes que fan de campanars. La de l'esquerra té les campanes; la de l'esquerra disposa de "la carraca", que sonava durant l'època de quaresma per avisar de les hores de culte quan era prohibit que sonaren les campanes.
Actualment, hi ha proposat un estudi per a la restauració de la sagristia i la creació d'un museu amb objectes relatius a la vida de Miquel Payà i Rico.